# Предмет правового регулирования
Предмет правового регулирования – это разнообразные общественные отношения на которые воздействует право. 
Предмет правового регулирования отвечает на вопрос: «какие именно отношения между субъектами регулируются тем или иным структурным элементом системы права»? Объектом  правового регулирования выступает социальная сфера, которую составляют три компонента: люди, общественные отношения, поведение людей. 
Проблематика предмета и метода правового регулирования сформировалась в отечественном правоведении, прежде всего, на основе поиска критериев деления права на отрасли права. Большая часть ученых-правоведов придерживаются точки зрения, согласно которой деление права на отрасли следует производить по «предметному признаку». И лишь некоторые авторы полагают, что одного критерия «предмет» недостаточно, и при построении системы права нужно также использовать дополнительный критерий метод регулирования. 
В отраслевой юридической литературе проблема предмета правового регулирования исследуется в каждом случае, когда ставится задача обоснования существования отраслей права, в том числе комплексных отраслей права и  комплексного правового регулирования. 
Для признания отрасли права в системе права необходимо, чтобы она обладала единым предметом и методом правового регулирования. Нормы, составляющие отрасль права, должны быть взаимосвязаны, представлять одну систему, нечто целое.
В отличие от других отраслей права, большая часть из которых сформировалась намного раньше, комплексные отрасли ставят перед исследователями ряд непростых задач, и, в частности, задачу выявления специфики своего предмета и метода правового регулирования. Например, Ю.К. Толстой полагает, что каждая основная отрасль права обладает предметным единством. У комплексной же отрасли предмет не един, а разнороден. 
Вместе с тем будучи неоднородным по своей природе предмет комплексной отрасли права обладают качеством единства, и в целом образует систему. Е.В. Сидорова под предметом комплексной отрасли права предлагает понимать «разнородные общественные отношения, урегулированные нормами права различной отраслевой принадлежности в какой-то определенной сфере деятельности с целью выполнения социально-экономических задач» .
Данная позиция находит отражение в отраслевой научной литературе. Например, В.Н. Сидоров при исследовании предмета таможенного права отмечает, что таможенное право имеет свой предмет регулирования, поскольку в его состав входят различные группы общественных отношений, отличающиеся значительной спецификой (отношения, связанные с организацией таможенного дела в  Российской Федерации, и в рамках Таможенного союза, с таможенной очисткой (таможенным оформлением), с таможенным контролем и др.) Общим признаком для всех вышеперечисленных отношений является то, что они складываются в процессе осуществления таможенной деятельности (таможенного дела), так или иначе связанной с перемещением товаров через таможенную границу Таможенного союза. Таким образом, у таможенного права имеется свой круг объектов регулирования — товары и транспортные средства, перемещаемые через таможенную границу Таможенного союза .
Для характеристики разноотраслевых общественных отношений, составляющих предмет комплексной отрасли права и комплексного правового регулирования используется термин  «комплексные правоотношения». Выделение комплексных отношений в качестве предмета правового регулирования обуславливается их особыми признаками, часть из которых характеризуют комплексные правоотношения как особый, уникальный род общественных отношений, возникающим в определенной сфере деятельности и имеющим различную отраслевую природу.